# سوق الزرايعية
سوق الزرايعية واحد من أسواق مدينة صفاقس العتيقة.
يقع سوق الزرارعية بين رحبة النعمة و سوق الترك.
كما يمتد من نهج الاغالبة غربا و يتصل بسوق الكامور ثم ينعطف شمالا مع نهج الصياغين حتى آخر ركن حيث يبتدئ سوق الفكاهين.